# Stenella frontalis

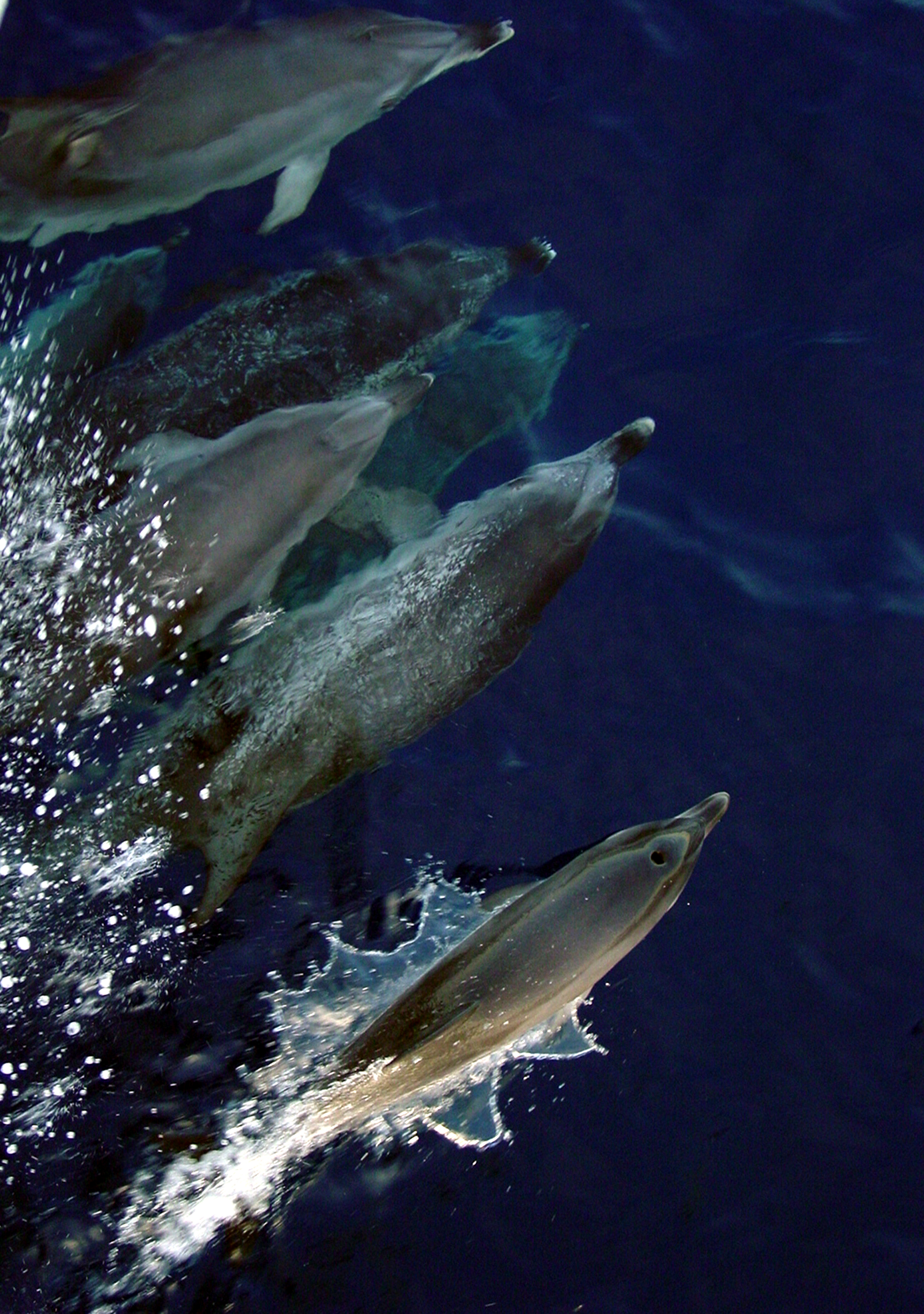
Stenella frontalis en las costas de Georgia, EE. UU.

El delfín pintado, delfín moteado o delfín manchado del Atlántico (Stenella frontalis) es una especie de cetáceo odontoceto de la familia Delphinidae que habita en la corriente del Golfo del océano Atlántico Norte. Los especímenes adultos presentan una coloración manchada muy distintiva, descrita por su nombre vulgar.

## Taxonomía
La especie fue identificada por Cuvier en 1829. Existe una considerable variación entre individuos, y los especialistas han discutido largamente sobre la correcta clasificación taxonómica. Actualmente se reconoce solamente una especie, aunque es muy posible que ejemplares más grandes y con manchas singulares que habitan cerca de Florida puedan ser pronto clasificados como una subespecie, e incluso como una nueva especie de la familia por derecho propio. 

## Descripción

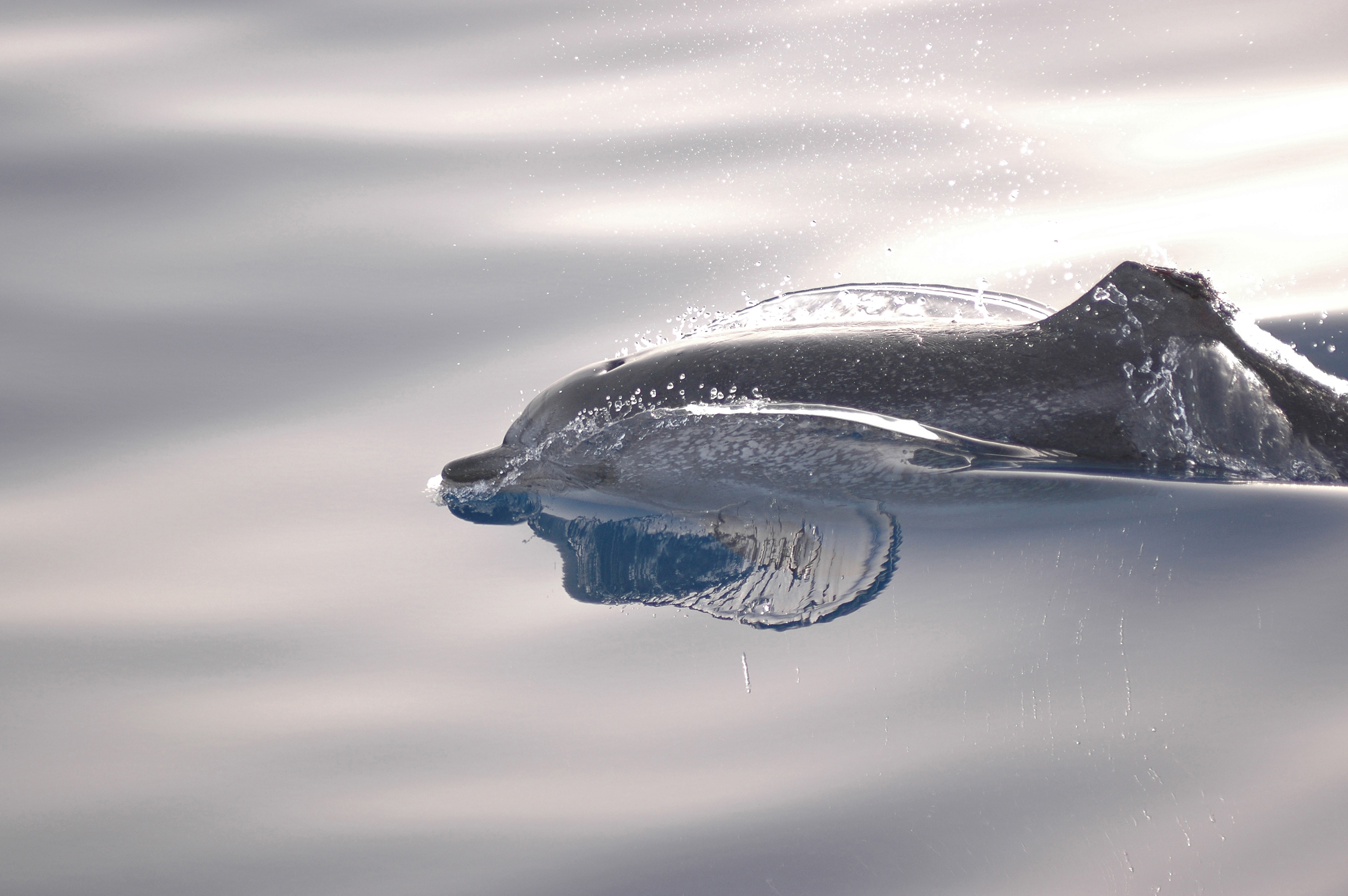
Stenella frontalis, La Gomera

La coloración del delfín pintado varía notablemente mientras crece. Las crías son de color gris uniforme.Cuando las crías son destetadas, comienzan a aparecerles las manchas. Los ejemplares juveniles tiene algunas manchas oscuras en su abdomen, y manchas blancas en sus flancos. Las aletas dorsal y caudal son gris más oscuro que el resto del cuerpo. Cuando el animal madura, las manchas se vuelven más densas y se difunden por todo el cuerpo, hasta que queda negro con manchas blancas.
El delfín pintado alcanza una longitud de 2,20 a 2,50 metros. Puede ser fácilmente confundido con la marsopa y con el delfín manchado tropical (Stenella attenuata) cuando se lo observa en el mar. Se diferencia por una banda clara que va del hombro a la aleta dorsal, y porque su complexión es más robusta que la del delfín manchado tropical.
Como otras criaturas del género, es un delfín gregario. Es un rápido nadador, entusiasta acompañante de navíos y propenso a mostrar series de acrobacia.

## Población y hábitat
La especie es endémica en las aguas templadas y tropicales del océano Atlántico. Ha sido ampliamente observada en el extremo occidental de la corriente del golfo, entre Florida y Bermuda. También está presente en el golfo de México. Se han producido avistamientos menos frecuentes hacia el este, costas afuera de las Azores y las islas Canarias. Hacia el norte, se los ha visto hasta en Cape Cod, frente al extremo sudoeste de España, y hacia el sur, hasta Rio Grande do Sul en Brasil, y cruzando en la misma latitud hasta África. 
Unos 20 años atrás existían solo 80 delfines en las Bahamas. Actualmente, hay por lo menos 200 ejemplares en esa zona. Teniendo en cuenta la similitud con otros delfines del mismo hábitat, resulta difícil contabilizar exactamente la población. Una estimación conservadora la sitúa en unos 100.000 ejemplares en total.

## Interacción con el hombre
Algunos delfines pintados, especialmente aquellos alrededor de las Bahamas, se han habituado al contacto humano. En esa área los cruceros de avistamiento y hasta los nadadores se encuentran comúnmente con estos animales. Los científicos también han tomado ventaja de la situación, adosando transmisores de radio a la aleta dorsal de algunos individuos, a fin de observar sus patrones de movimiento.
El delfín pintado es un blanco ocasional para los arponeros, y todos los años algunos ejemplares son atrapados y muertos al enredarse en artes de pesca. Sin embargo se cree que tales actividades, por lo limitadas, no ponen en riesgo actualmente a la especie.